# Clostebol caproate
Clostebol caproate (biệt dược Macrobin-Depot), hay clostebol hexanoate hay chlorotestosterone caproate (JAN), và 4-chlorotestosterone 17β-caproate hay 4-chloroandrost-4-en-17β-ol-3-one 17β-caproate, là một dẫn xuất tổng hợp, tiêm steroid đồng hóa-androgenic (AAS) của testosterone. Nó là một androgen ester – cụ thể, C17β caproate ester của clostebol (4-chlorotestosterone) – và đóng vai trò tiền chất của clostebol trong cơ thể.Bản mẫu:Additional citation needed Clostebol caproate được dùng thông qua tiêm bắp.